# 페라리 F40
페라리 F40(영어: Ferrari F40)은 페라리에서 1987년부터 1992년까지 생산했던 스포츠카이다.페라리 288 GTO의 후속 차종으로, 페라리의 40주년을 기념하기 위해 설계되었으며 엔초 페라리가 개인적으로 승인한 마지막 페라리의 차종이자 가장 비싼 자동차였다.

## 개요
F40은 포르쉐 959보다 빠른 양산 슈퍼카를 만들겠다는 목적으로 개발에 들어갔다. 구동장치와 차체 개발 기한은 13달 밖에 없었고 결국 일정에 맟추기 위해 당시 출시했던 288 GTO를 개조하기로 한다. 말도 안되는 일정 안에 만들어졌지만 시속 324km/h를 기록하며 포르쉐 959보다 빠른 차가 되었다. 페라리는 이 차로 2년간 세계에서 가장 빠른 자동차를 보유하게 되었고 그 결과 페라리는 하이퍼카 시장의 선두주자로 올라서게 된다. 페라리 하면 V12 엔진이 떠오르겠지만 이 차는 288 GTO의 2800cc V8 엔진을 개량한 3000cc V8 트윈 테보 엔진을 사용한다. 차체를 매끄러운 유선형으로 설계하고 차량 곳곳에 에어 덕트를 설치하는 등 공기역학적인 차를 만들기 위해 노력을 많이 했는데 그 중 거대한 윙은 그 당시 신선한 충격이었다. 하지만 애초에 이 차를 계획한 엔초 페라리는 F40이 양산화되는 것을 보지 못하고 사망하게 된다.

## 성능
Car and Driver의 주장에 따른 테스트 결과
- 0–30 mph (48 km/h): 1.8초[6]
- 0–40 mph (64 km/h): 2.5초[6]
- 0–50 mph (80 km/h): 3.6초[6]
- 0–60 mph (97 km/h): 4.2초[6]
- 0–70 mph (113 km/h): 4.9초[6]
- 0–80 mph (129 km/h): 5.7초[6]
- 0–90 mph (145 km/h): 7.2초[6]
- 0–100 mph (161 km/h): 8.3초[6]
- 0–110 mph (177 km/h): 9.5초[6]
- 0–120 mph (193 km/h): 11.0초[6]
- 0–130 mph (209 km/h): 13.5초[6]
- 0–140 mph (225 km/h): 15.6초[6]
- 0–150 mph (241 km/h): 18.0초[6]
- 0–160 mph (257 km/h): 21.3초[6]
- 0–170 mph (274 km/h): 26.3초[6]
- 30 mph (48 km/h)-50 mph (80 km/h): 12.1초, 5단 기어 전환 시(~1,968 rpm at 50 mph)[6]
- 50 mph (80 km/h)-70 mph (113 km/h): 12.2초, 5단 기어 전환 시[6]
- 멈춘 1⁄4 마일 (402 m): 12.1 seconds at 122 mph (196 km/h)[6]
- 70–0mph의 제동거리: 218 ft (113–0 km/h: 66 m)[6]
- 연비: 9 마일 매 미국 갤런 (26 L/100 km)[6]
- 최고 속도: 197 mph (317 km/h)[6]